# マイラ・アディル・ローガン

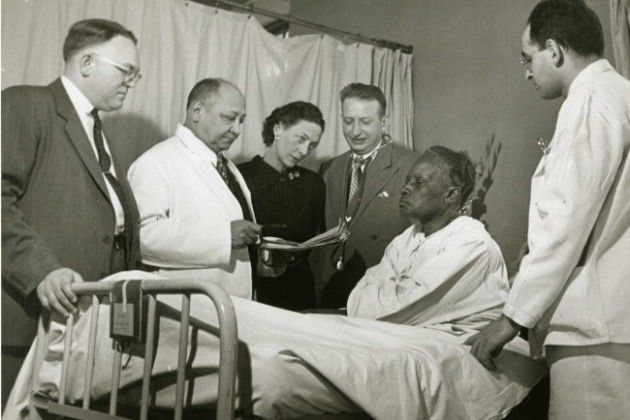
病室のマイラ・アディル・ローガン（中央の女性

マイラ・アディル・ローガン（Myra Adele Logan, 1908年 - 1977年1月13日）は、アメリカ合衆国アラバマ州生まれの外科医。1943年に世界で9例目となる心臓外科手術を成功させ、黒人女性最初の米国外科医師会会員になった。
1927年にアトランタ大学を首席で卒業し、ニューヨークのコロンビア大学で心理学の修士号を取った。数年間コネチカット州のYWCAで働き、奨学金を受けながら医学の道を志す。1933年にニューヨーク医科大学で医学博士号を取得し、ハーレムの病院で働き始めた。貧困層の患者のために深夜に無給で緊急手術を行うこともあった。執刀分野は心臓のみならず各部に及んだ。特に乳幼児の手術に力を注ぎ、オーレオマイシンなど抗生物質の研究でも業績を残した。また、今日広く実施されているグループ医療の草分け的存在であったアッパー・マンハッタン健康保険医療グループの発起人に名を連ねた。1960年代に行ったX線チューブの研究は、女性の肺結核の発見を容易にした。
医学以外の分野でも活躍し、ニューヨーク州の差別問題委員および無差別雇用対策委員に抜擢された。プライベートでは温厚で謙虚な人物と評され、芸術家のチャールズ・オールストンを夫とし、ピアノを弾くことを趣味とした。
晩年は外科手術の一線から離れ、州の身体障害者プログラムにたずさわった。68歳で死去したローガンの葬送歌を歌ったのは、友人のオペラ歌手レオンティン・プライスであった。